# Unidub
Unidub (ou UniDub) é um estúdio de dublagem fundado por Wendel Bezerra, antigo diretor de dublagem da Álamo, e seu irmão Ulisses Bezerra. A sede da empresa fica em Vila Madalena, na cidade de São Paulo. Dentre os principais serviços realizados no estúdio estão as dublagens de animações da franquia Dragon Ball e Bob Esponja. Recentemente, o estúdio foi anunciado como responsável pela redublagem da série de anime One Piece.
Unidub possui os seguintes clientes: Netflix, Paramount Pictures, Toei Animation, Califórnia Filmes, Diamond Films, Paris Filmes, HBO Brasil, Mais Globosat, Nickelodeon, os canais que pertencem a ViacomCBS Brasil, MTV, BTI Studios, entre outros.
Em 4 de fevereiro de 2024, foi anunciada a aquisição da Unidub pela empresa de mídia Iyuno, sediada em Singapura. Posteriormente, em 10 de setembro de 2024, Wendel Bezerra confirmou a venda da Unidub durante sua participação no podcast "Divã de CNPJ", do portal UOL.

## Principais trabalhos dublados pela Unidub
Esta é uma lista dos principais trabalhos da Unidub, com base no portfólio da empresa.

### Filmes
- A Barraca do Beijo 2
- Bob Esponja: Um Herói Fora D'Água[14]
- Dragon Ball Z: A Batalha dos Deuses[15]
- My Hero Academia: 2 Heróis[16]
- Ni no Kuni: Wrath of the White Witch[17]
- Pânico 5[18]
- Para Todos os Garotos
- Patrulha Canina: O Filme[19]
- Your name[20]

### Séries
- Atypical[21]
- Eu nunca...
- Ratched

### Séries de anime
- Beastars[17][22]
- Bungo Stray Dogs[23]
- Dorohedoro[17]
- Dota: Dragon's Blood [24]
- Dragon Ball Super[25]
- JoJo's Bizarre Adventure[26]
- Kabaneri of the Iron Fortress: The Battle of Unato[17]
- Mob Psycho 100[27]

- One Piece[28]
- Revisions[17]
- Tenku Shinpan: Sem Saída[29]

### Doramas
- Love alarm[30]
- Pousando no amor[30]
- Sweet Home[30]

### Jogos
- Detroit: Become Human[31]
- Horizon Zero Dawn[31]
- Injustice 2[31]